# Castiello de Jaca
Castiello de Jaca (aragónul Castiello de Chaca) település Spanyolországban, Huesca tartományban. Castiello de Jaca Jaca, Borau és Villanúa községekkel határos. Lakosainak száma 265 fő (2024).

## Népesség
A település népessége az utóbbi években az alábbiak szerint változott:
| Lakosok száma | 182  | 198  | 230  | 265  | 257  | 243  | 255  | 243  | 240  | 265  |
|               | 2001 | 2004 | 2006 | 2009 | 2011 | 2014 | 2016 | 2019 | 2021 | 2024 |